# Aftenstjerne
Aftenstjerne (Hesperis) er en planteslægt inden for Korsblomst-familien. Den består af urteagtige arter, som både kan være enårige og flerårige. Stænglerne er oftest oprette, og bladene kan være enten grundstillede (dvs. i roset) eller spredt stillede op langs stænglen. De tokønnede blomster er radiært symmetriske og firetallige og hvide, violette eller blå. Frugtknuden er oversædig med 4-40 frøanlæg. Frugtstilken er meget forskelligarter, frugten er en kapsel med mange, runde eller aflange frø.
| Beskrevne arter |

- Almindelig aftenstjerne (Hesperis matronalis)
- Natviol (Hesperis tristis)

| Andre arter |

- Hesperis dinarica
- Hesperis laciniata
- Hesperis pendula
- Hesperis persica
- Hesperis sibirica